# AppleScript
AppleScript — язык сценариев, созданный Apple и встроенный в macOS, используемой на компьютерах корпорации начиная с System 7.
Язык AppleScript состоит из команд, которые могут быть использованы для управления операционной системой, обменом данными между приложениями, а также для программ автоматизации. AppleScript может выполнять простейшие вычисления и сложную обработку текста, также является расширяемым, что позволяет использовать дополнения для добавления новых функций к языку. AppleScript особенно эффективен для выполнения повторяющихся или комплексных задач. Им можно быстро связать несколько приложений в один автоматизированный комплекс. Однако в основном AppleScript полагается на функциональность приложений и побочных процессов для обработки сложных задач.
AppleScript имеет некоторые элементы объектно-ориентированного программирования, в частности, при программировании объектов сценария и синтаксиса «естественного языка», но не так строго соответствует той или иной категории.

## Инструменты разработки

### Редакторы сценариев
Редакторы сценариев обеспечивают единую среду для программирования AppleScripts и предоставляют инструменты для их составления, проверки, компиляции, запуска и отладки. Они также обеспечивают механизмы просмотра словарей AppleScript из сценарных приложений, сохранение сценариев в различных форматах (скомпилированные файлы сценариев, пакеты прикладных программ, связки сценариев и текстовые файлы) и, как правило, обеспечивают такие функции, как подсветка синтаксиса и вставка заранее написанных фрагментов кода.

#### AppleScript Editor
Название используется в версиях macOS, предшествующих 10.6 Snow Leopard, а также в OS X Yosemite. Редактор для AppleScript, который идет в комплекте с macOS. Сценарии пишутся в окне, где они могут быть скомпилированы и воспроизведены. Также окна содержат различные панели, в которых содержатся регистрируемые данные, результаты выполнения, а также другая информация, требуемая для отладки. Доступ к скриптовым словарям и предварительно составленным фрагментам кода доступны через меню приложения. AppleScript Editor в OS X Yosemite имеет возможность написания кода AppleScript и JavaScript.

#### Xcode(Apple)
Набор инструментов для разработки приложений с возможностью редактирования AppleScripts или создания полноценных приложений, написанных с помощью AppleScript.

#### Smile и SmileLab (Satimage Software)
Стороннее бесплатное/коммерческое программное обеспечение IDE для AppleScript, которое, в свою очередь, полностью написано на AppleScript. Smile является бесплатным ПО в первую очередь для развития AppleScript. SmileLab предлагает коммерческое программное обеспечение с обширными дополнениями для численного анализа, построения графиков, автоматизации машин и веб-производства. Smile и SmileLab использует ассортимент различных окон — для запуска и сохранения написанных скриптов, терминал для построчного тестирования кода (англ. line-by-line), окно юникода для работы с текстом и XML. Пользователи могут создавать сложные интерфейсы, называемые диалогами, для ситуаций, когда встроенных диалогов в AppleScript недостаточно.

#### Script Debugger (Late Night Software)
Сторонний коммерческий IDE для AppleScript. Script Debugger является более продвинутой средой разработки AppleScript, что позволяет выполнять отладку сценариев с помощью степпинга, точек останова, отслеживания переменных и т. д. Script Debugger также содержит расширенный словарь, который позволяет пользователю видеть словарь в режиме реального времени. Не просто перечисление того, что охватывает словарь, а возможность открыть документ, например в Pages, и посмотреть, как термины в словаре применимы к этому документу, что облегчает использование частей словаря. Script Debugger не предназначен для создания скриптов с графическим интерфейсом, кроме основных диалоговых окон. Редактор больше ориентирован на написание и отладку сценариев.

#### ASObjC Explorer 4Архивная копияот 21 июня 2017 наWayback Machine(Shane Stanley)
Сторонний коммерческий IDE для AppleScript, в особенности для AppleScriptObjC. Это единственный инструмент для AppleScriptObjC Cocoa-scripting (доступно в OS X Yosemite). Главной особенностью является Cocoa-object, ведение журнала событий (лога), отладки и завершения кода. Пользователи могут читать события и объекты Cocoa, как и другие сценарные приложения. Этот инструмент сделан для библиотек AppleScript (доступных в OS X Mavericks). Библиотеки AppleScript стремятся к многоразовому использованию компонентов AppleScript и поддерживают встроенный словарь AppleScript (SDEF, Standard Data Exchange Format). ASObjC Explorer 4 может выступать в качестве внешнего редактора сценариев в Xcode.

#### FaceSpan (Late Night Software)
Сторонний коммерческий IDE для создания приложений на AppleScript с графическими интерфейсами (GUI). Развитие FaceSpan было приостановлено.

### Запуск сценариев
AppleScripts может быть запущена из редактора сценариев, но, как правило, удобнее запускать скрипты напрямую, без открытия редактора. Есть несколько вариантов так называемых лаунчеров.

#### Script Menu
Система обеспечивает доступ к AppleScripts из строки меню macOS, независимо от того, какое приложение запущено. Выбор сценария в меню сценариев запускает его. В версиях 10.6.x меню скриптов активируется из предпочтений AppleScript Editor; в предыдущих версиях macOS, он мог быть активирован из приложения AppleScript Utility.
Большинство приложений Apple, некоторые приложения сторонних разработчиков, а также некоторые дополнения предоставляют свои собственные меню сценариев. Они могут быть активированы различными способами, но все функции аналогичны.

#### Клавиши быстрого доступа
Клавиши быстрого доступа могут быть назначены в меню сценария, с помощью раздела Системные настройки — Настройка клавиатуры и мышки. Также доступны различные сторонние утилиты — QuicKeys, Spark, Quicksilver, Alfred, TextExpander.

#### Действия в папке
Используя папку действий AppleScript, возможно запустить скрипты, когда происходят определенные изменения в папках (например, добавление или удаление файлов). Действия папки могут быть назначены, если нажать на папку и выбрать Folder Actions Setup… из контекстного меню; расположение этой команды в версиях 10.6.x немного отличается от ранних версий. Такое же действие доступно при помощи сторонних утилит, таких как Hazel.

#### Командная строка UNIX
AppleScripts возможно запустить из командной строки UNIX или из запланированных на запуск программ, с помощью инструмента osascript. Инструмент osascript может запускать скомпилированные скрипты (файлы с расширением .scpt) и текстовые файлы (.applescript — эти файлы скомпилированы с помощью данного инструмента). Приложения сценариев можно запускать с помощью открытой команды UNIX.

### Связано с созданием сценариев

#### Automator
Automator является графической модульной средой для редактирования, в которой рабочие процессы строятся из действий. Приложение предназначено для использования многих функций AppleScript без необходимости знания программирования. Automator имеет функции, специально разработанные для создания и запуска AppleScripts в графическом интерфейсе по принципу drag-and-drop.

#### Основные приложения системы
Это фоновые приложения, упакованные в macOS. Они используются для доступа к функциям AppleScript, которые обычно не присутствовали бы в скриптах. По состоянию версии 10.6.3 они включают в себя приложение для работы со сценариями VoiceOver (звуковое воспроизведение и использование брайлевского дисплея для чтения пакета), System Events (англ. системные события) (контроль без сценарных приложений и доступ к определенным функциям системы, так же к основным операциям с файлами), Printer Setup Utility (англ. утилита настройки принтера) (утилита для обработки заданий на печать), Image Events (ядро для работы с изображениями), HelpViewer (англ. средство просмотра справки) (показ справки), Database Events (минимальный интерфейс, предназначенный для работы с базами данных SQLite3) и AppleScript Utility, а также несколько полезных приложений, используемых в системе.

#### AppleScriptObjC
Часть пакета Xcode, среда разработки Cocoa, которая доступна на установочном компакт-диске macOS, но не устанавливается по умолчанию. AppleScriptObjC позволяет выполнять вызов команд AppleScripts Cocoa напрямую.

#### AppleScript Studio
Часть пакета Xcode в версиях 10.4 и 10.5, более не рекомендуется. Фреймворк для работы интерфейса Cocoa в приложениях AppleScript.

#### Scripting Additions (OSAX)
Дополнения (плагины) для работы с AppleScript, разработанные компанией Apple и третьими сторонами. Они предназначены для расширения встроенной команды Set, расширяя возможности рабочей группы и делая ее меньше зависимой от функциональных возможностей, предоставляемых приложениями. Например, дополнение Standard Addition.osax от Apple добавляет набор команд и классов, которые не входят в основные функции рабочей группы — без этого osax, у AppleScript не было бы возможности отображения диалоговых окон, использования навигационных услуг или выполнения каких-либо действий, прямо не предусмотренных приложением.

#### Библиотеки AppleScript
Многоразовый модуль для AppleScript, написанный на самом же AppleScript (доступен в OS X Mavericks). Это пакет скриптов с одним или несколькими скриптами. Также некоторые фреймворки написаны на Objective-C. Все это своего рода дополнительные скрипты, написанные для расширения возможностей AppleScript.